# Josef Friedrich Wilhelm (Hohenzollern-Hechingen)

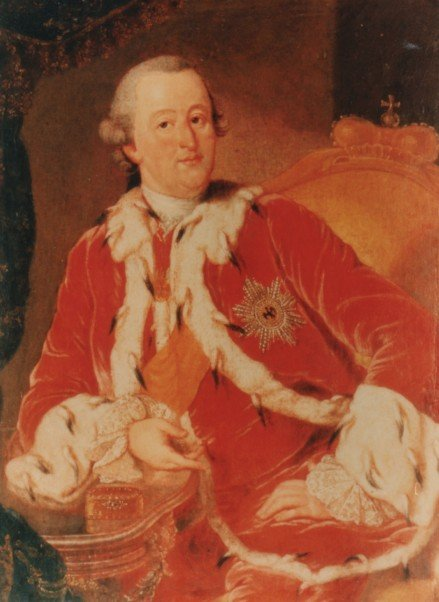
Fürst Josef Friedrich Wilhelm von Hohenzollern-Hechingen

Josef Friedrich Wilhelm von Hohenzollern-Hechingen (* (getauft) 12. November 1717 in Bayreuth; † 9. April 1798 in Hechingen) war ab 1750 sechster Fürst von Hohenzollern-Hechingen.

## Leben
Joseph Friedrich Wilhelm war ein Sohn des kaiserlichen Generalfeldmarschalls Hermann Friedrich von Hohenzollern-Hechingen (1665–1733) aus dessen Ehe mit Josepha (1694–1738), Tochter des Grafen Franz Albrecht von Oettingen zu Spielberg.
Fürst Josef Wilhelm, Offizier in kaiserlichen Diensten, trat 1750 die Nachfolge seines unverheirateten Vetters Friedrich Ludwig an. Er war ein Freund der Repräsentation, des Hoflebens, der Jagd und des Reisens. Am 25. Juni 1750 heiratete er die reiche spanische Erbtochter Maria Theresia Folch de Cardona y Sylva, Gräfin zu Guadalest und Castilnovo (1732–1750). Der spätere Hechinger Rabbiner Dr. Samuel Mayer schrieb 1844 in einem seiner Bücher, die junge Fürstin hätte damals als Heiratsbedingung die Ausweisung sämtlicher Juden aus dem Fürstentum gefordert. Die Juden sollen – um der Ausweisung zuvorzukommen – schon Vorkehrungen getroffen haben, ehe die Nachricht eintraf, die Fürstin sei am 25. September in Wien ertrunken. Später soll er sich gegenüber Protestanten und Juden als tolerant erwiesen haben. Ein Beispiel hierfür ist, dass er im selben Jahr die Patenschaft für einen auf den Namen Joseph Wilhelm getauften Juden übernahm.
Am 7. Januar 1751 vermählte sich Fürst Joseph Wilhelm mit Maria Theresia Gräfin von Waldburg-Zeil-Wurzach. Im Mai unternahm das Fürstenpaar eine Wallfahrt nach Einsiedeln. In den ersten Jahren seiner Regentschaft hob er den Weinverlag auf, sodass „Unsere Unterthanen einen ehrlichen Trunk Wein gegen billigen Preis erhalten mögen“. Des Weiteren erbaute er eine Allee vom Schloss Lindich zum Martinsberg und baute den Marstall südlich der Friedrichsburg aus. Im Jahre 1764, während eines Aufenthalts in Wildbad, machte der Fürst die Bekanntschaft eines nach Kriegsende aus der preußischen Armee entlassenen Stabskapitäns. Der Offizier, dem er eine Hofcharge anbot, war Friedrich Wilhelm von Steuben (1730–1794), der die folgenden zwölf Jahre als Hofmarschall in nächster Umgebung Josef Wilhelms verbrachte, ehe er an der Seite George Washingtons als Generalinspekteur und Organisator der amerikanischen Armee eine erfolgreiche Rolle im Amerikanischen Unabhängigkeitskrieg spielte. Er förderte die Agrarwirtschaft im Land, erneuerte verfallene Wirtschaftsgebäude und ließ Ödland zu neuen Ackerflächen umgestalten. Ab 1766 bemühte sich Joseph Wilhelm um die Einführung des Kartoffelanbaus. 1768 entließ er den zu lebenslanger Haft verurteilten Graf Oswald von Hohenzollern-Berg, welcher Inhaber einer Herrschaft in den Niederlanden war, auf Bewährung in die Freiheit. Zu den Auflagen zählte, dass er seinen neuzugewiesenen Wohnort Haigerloch nicht verlassen dürfte. Im selben Jahr legte er einen zweiten Tiergarten gemarkungsübergreifend zwischen Rangendingen, Grosselfingen, Owingen und dem Schloss Lindich an.
Steuben war mit von der Partie, wenn der Fürst seine abenteuerlichen Projekte ausheckte, um an Geld zu kommen oder um Geld zu sparen. Dazu gehörte unter anderem 1772 die Idee, aus Ersparnisgründen die Hofhaltung aufzulösen und sich mit der Fürstin, in Begleitung Steubens, inkognito auf Reisen zu begeben. In Straßburg, Montpellier und Lyon wurde länger Aufenthalt genommen. In Gesellschaften, bei Diners, am Spieltisch, in der Komödie, beim Karneval und auf der Jagd brachte Josef Wilhelm seine Zeit und sein Geld durch. Drei volle Jahre dauerte dieses unstete Leben an, bevor es der Fürstin mit Hilfe von Steuben gelang, den Fürsten zur Beendigung der Maskerade zu bewegen.
In späteren Jahren gefiel sich der Fürst in der Rolle eines aufgeklärten Landesvaters, legte Mustergüter an, führte die Schulpflicht ein, begründete 1775 ein Gymnasium, eine Lateinschule im Alten Schloss und verfügte gegen den fortdauernden Widerstand der Bevölkerung die Reduzierung kirchlicher Feiertage. Seine Gemahlin begründete ein Krankenhaus.
Seinem Bedürfnis nach Repräsentation verdankt die neue Stiftskirche in Hechingen ihre Entstehung. 1764 trat der damals in Straßburg ansässige bekannte französische Architekt Pierre Michel d’Ixnard, der spätere Erbauer der Stiftskirche, als Baudirektor in fürstliche Dienste.
Obwohl der Fürst bemüht war, landesväterlich und jovial zu erscheinen, blieb er im Untertanenkonflikt unnachgiebig und misstrauisch gegen den vermittelnden Kurs seines Regierungsnachfolgers. Am 9. April 1798 starb Fürst Josef Wilhelm nach 48-jähriger Regierung. Da er keine männlichen Nachkommen hinterließ, ging die Regierung an seinen Neffen Fürst Hermann Friedrich Otto über.

## Ehen und Nachkommen
Josef Friedrich Wilhelm war zweimal verheiratet. Im Jahr 1750 heiratete er in Wien die achtzehnjährige Maria Theresia Folch de Cardona y Silva (1732–1750), Tochter und Erbin des Markgrafen Franz Silvii Fokhard von Guadalest und Castellnovo, die bereits nach dreimonatiger Ehe starb und ihr gesamtes Cardonasches Fideikommissvermögen dem Witwer hinterließ. Aus Selbsterhaltungsgründen wurden solche auf Mitgift und Erbteil angelegte Heiraten im Hechinger Fürstenhaus gesucht.
Am 7. Januar 1751 heiratete der Fürst in Hechingen Maria Theresia von Waldburg-Zeil (1732–1802), Tochter des Grafen Franz Ernst von Waldburg zu Zeil und Wurzach, die ihm sechs Kinder gebar, von denen nur die jüngste Tochter das Kindesalter überlebte:
- Maria Antonia Anna (1760–1797)

⚭ 1778 Fürst Joseph Maria zu Fürstenberg (1758–1796)